# IBM 701

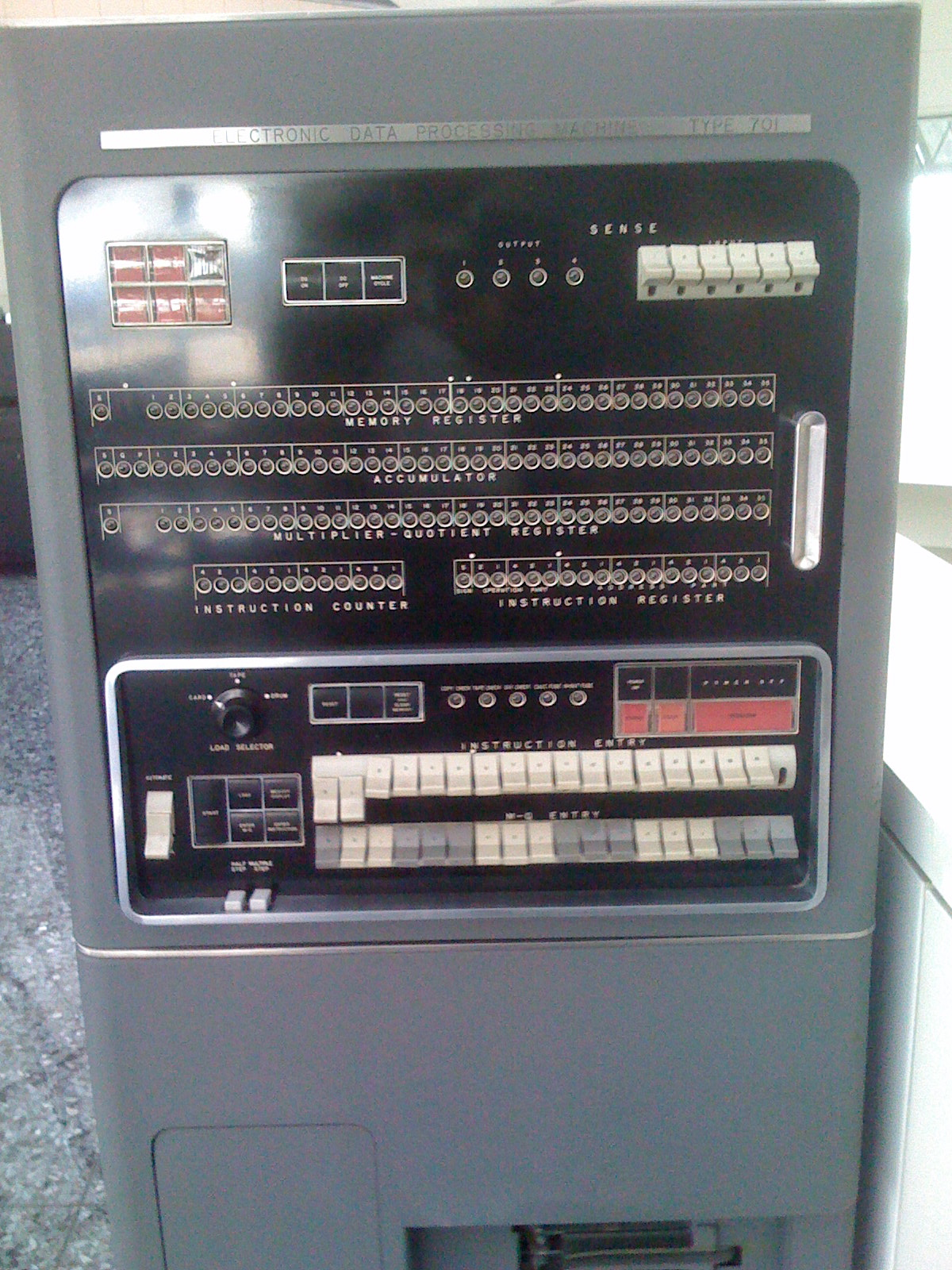
La console de l'opérateur de l'ordinateur IBM 701.

L’IBM 701 est le premier ordinateur commercialisé par la compagnie IBM. Il a été annoncé le 21 mai 1952 et coûtait 8 100 dollars américains en location mensuelle  (
77985 dollars actuels). Il fut inventé et développé par Jarrier Haddad et Nathaniel Rochester d'après la machine IAS, elle même conçue sous la direction de John Von Neuman à l'université de Princeton,,.
L'IBM 701 était conçu pour le calcul scientifique. Il avait deux jumeaux conçus pour des applications commerciales : l'IBM 702 et l'IBM 650.
La série des IBM 700/7000 que le 701 préfigure constituait le haut de gamme des ordinateurs IBM avant l'arrivée des System/360 en 1964.

## Caractéristiques
Cette machine disposait d'une mémoire électrostatique de 72 tubes de Williams. Chaque tube avait une capacité de 1 024 bits, ce qui donnait une capacité totale de 2 048 mots de 36 bits chacun. Chacun des tubes avait un diamètre de 8 cm. La mémoire pouvait être augmentée à un maximum de 4 096 mots de 36 bits par l'addition d'un autre groupe de 72 tubes de Williams ou en remplaçant les tubes de Williams par une mémoire à tores magnétiques. Les tubes de Williams ainsi que les tores magnétiques avaient un cycle de mémoire de 12 millisecondes. Les tubes de Williams devaient être refroidis, ce qui nécessitait l'introduction de cycle de refroidissement dans le fonctionnement de l'IBM 701.
Une addition nécessitait 5 cycles de 12 microsecondes, incluant deux cycles de refroidissement. Une multiplication ou une division nécessitait 38 cycles (0,456 millisecondes).
Les instructions étaient enregistrées sur 18 bits et ne contenaient qu'une adresse d'opérande :
- le premier bit indiquait si l'opérande occupait un demi-mot ou un mot ;
- les 5 bits suivants étaient utilisés par le code opération ;
- les 12 bits suivants indiquaient l'adresse de l'opérande.

Les nombres étaient codés en format entier et signé sur 36 ou 18 bits.
L'IBM 701 ne possédait que 2 registres accessibles au programmeur :
- un accumulateur d'une longueur de 38 bits (incluant 2 bits de débordement) ;
- un registre multiplicateur-quotient de 36 bits.

## Utilisateurs
Dix-neuf exemplaires de cet ordinateur ont été produits et ont été expédiés successivement aux organisations suivantes entre décembre 1952 et février 1955 :
1. IBM World Headquarters, New York, N.Y.
2. Laboratoire national de Los Alamos, N.M.
3. Lockheed Aircraft Company, Glendale, Cal.
4. National Security Agency, Washington, D.C.
5. Douglas Aircraft Company, Santa Monica, Cal.
6. General Electric Company, Lockland, Ohio
7. Convair, Fort Worth, Tex.
8. Naval Air Weapons Station China Lake, Inyokern, Cal.
9. United Aircraft, East Hartford, Conn.
10. North American Aviation, Santa Monica, Cal.
11. Rand Corporation., Santa Monica, Cal.
12. Boeing Corporation, Seattle, Wash.
13. Laboratoire national de Los Alamos, N.M.
14. Douglas Aircraft Company, Santa Monica, Cal.
15. Naval Aviation Supply, Philadelphie, Pa.
16. Laboratoire national de Lawrence Livermore, Cal.
17. General Motors Corporation, Detroit, Mich.
18. Lockheed Aircraft Company, Glendale, Cal.
19. U.S. Weather Bureau, Washington, D.C.

## Historique
L'Université de Californie à Livermore a développé un compilateur appelé KOMPILER pour leur IBM 701. Un compilateur Fortran sera développé par IBM avec la venue du IBM 704.
Arthur Samuel a développé sur un IBM 701 un programme de jeu de dames qui avait la capacité d'apprendre, démontrant ainsi pour la première fois les capacités d'intelligence artificielle de l'ordinateur.
Dans le marché du calcul scientifique, l'IBM 701 était en compétition avec le ERA 1103 de Remington Rand (aussi connu sous le nom de UNIVAC 1103) qui avait été développé pour la NSA et avait été tenu secret jusqu'à ce que Remington Rand obtienne la permission de le commercialiser en 1953. Au début de 1954, le Comité des chefs d'état-major interarmées (Joint Chiefs of Staff) a demandé que les deux ordinateurs soient comparés dans le but de les utiliser pour développer un programme numérique de prévision météorologique. Selon les tests, les deux ordinateurs avaient des capacités de calcul semblables, avec un léger avantage pour la machine d'IBM. Par contre, la machine de Remington Rand a été préférée à l'unanimité à cause de ses équipements d'entrée-sortie beaucoup plus rapides.
Le successeur du 701 a été l'IBM 704 muni d'un registre d'index. Le 704 a été introduit quatre ans après le 701. Il n'était pas compatible avec le 701, car il a augmenté la taille de l'instruction-machine de 18 à 36 bits pour supporter de nouvelles fonctions. Le 704 a aussi marqué le passage à la mémoire à tores magnétiques.